# David Baldacci
David Baldacci, nascut a Richmond (Virginia), el 5 d'agost de 1960, amb el nom de David Gregory Baldacci, és un escriptor de best-sellers estatunidenc.

## Biografia
Fill d'una família d'orígens italians, de la població de Barga, a la Toscana, es va criar a l'estat de Virgínia. David Baldacci es va llicenciar en Ciències Polítiques i Dret a la Universitat de Virgínia. Va exercir d'advocat durant nou anys a Washington D. C. El 1996 va publicar la seva primera novel·la, Absolute Power, que es va convertir immediatament en un èxit internacional. Aquesta obra va ser portada al cinema per Clint Eastwood, com a director, i protagonitzada pel mateix Clint Eastwood, amb Gene Hackman i Ed Harris. Des de llavors ha publicat una trentena de thrillers que han estat grans èxits de vendes, s'han traduït a més de quaranta idiomes i s'han venut a una vuitantena de països. També ha escrit sis guions cinematogràfics. És ambaixador de la Societat Nacional d'Esclerosi Múltiple dels Estats Units i ha creat una fundació de lluita contra l'analfabetisme, amb el nom Wish You Well Foundation, que fa referència al títol d'una de les seves novel·les.

## Obres per a adults

### Sèrie A. Shaw
1. The Whole Truth (2008)
2. Deliver us from evil (2010)

### Sèrie Amos Decker
1. Memory Man (2015)
2. The Last Mile  (2016)
3. The Fix (2017)

### Sèrie Camel Club
1. The Camel Club (2005)
2. The Collectors  (2006)
3. Stone Cold (2007)
4. Divine Justice (2008)
5. Hell's Corner (2010)

### Sèrie King & Maxwell
1. Split Second (2003)
2. Hour Game (2004)
3. Simple Genius (2007)
4. First Family (2009)
5. The Sixth Man (2011)
6. King and Maxwell (2013)

### Sèrie John Puller
1. Zero Day (2011)
2. The Forgotten (2012)
3. The Escape (2014)
4. No Man's Land (2016)

### Sèrie Will Robie
1. The Innocent (2012)
2. The Hit (2013)
3. Bullseye (short story) (2014)
4. The Target (2014)
5. The Guilty (2014)

### Altres novel·les
- Absolute Power (1996) (Poder absolut. Traducció d'Esther Roig. Barcelona, Edicions 62, 1996)
- Total Control (1997)
- The Winner (1998)
- The Simple Truth (1998)
- Saving Faith (1999) (A qualsevol preu. Traducció de Xevi Solé. Barcelona, Edicions 62, 2000)
- Wish You Well (2001)
- Last Man Standing (2001)
- The Christmas Train (2002)
- True Blue (2009)
- One Summer (2011)

## Obres infantils i juvenils

### Sèrie Freddy and the French Fries
1. Freddy and the French Fries: Fries Alive (2005)
2. Freddy and the French Fries: The Mystery of Silas Finklebean (2006)

### Sèrie Vega Jane
1. The Finisher (2014)
2. The Keeper (2015)
3. The Width of the World (2017)

### Sèrie The 39 Clues
- Day of Doom (The 39 Clues: Cahills vs. Vespers, Book Six) (2013)